# 北海道釧路湖陵高等学校
北海道釧路湖陵高等学校（ほっかいどうくしろこりょうこうとうがっこう、Hokkaido Kushiro Koryo High School ）は、北海道釧路市に所在する道立高等学校。

## 沿革
- 1912年（大正元年） - 8月31日 北海道庁立釧路中学校（旧制中学校）として、設立が認可される。
- 1913年（大正2年）
  - 4月8日 開校し、第1回入学式を挙行する[1]。
  - 11月3日 開校式を挙行する。
- 1923年（大正12年） - 釧路商業中学校夜間（3年制）が併設する形で開校する[1]。（現在の定時制課程）
- 1927年（昭和2年） - 10月 校訓を制定する。
- 1928年（昭和3年） - 4月8日 校歌を制定する。（現在の全日制課程の校歌）
- 1945年（昭和20年） - 釧路商業中学校夜間は校名を釧路市立中学校に変更する。
- 1948年（昭和23年） - 4月1日 学制改革により、道立釧路高等学校となる[1]。釧路市立中学校は釧路市立高校に改称する。
- 1950年（昭和25年） - 4月1日 男女共学となり、校名を北海道釧路湖陵高等学校に変更する[1]。白糠分校を北海道標茶高等学校から移管。釧路市立高校は釧路市立富士見高等学校に改称する。
- 1951年（昭和26年） - 釧路市立富士見高等学校を合併する。音別分校(定時制)と上尾幌分校（後に北海道厚岸潮見高等学校となる）を設置する。白糠分校が北海道白糠高等学校として独立。
- 1952年（昭和27年） - 4月 上尾幌分校を北海道釧路江南高等学校に移管する。定時制課程が全日制課程と別に校歌制定。
- 1953年（昭和28年） - 音別分校が北海道音別高等学校（昭和37年閉校）として独立する。
- 1962年（昭和37年） - 9月 開校50周年・定時制40周年記念式典挙行。
- 1983年（昭和58年） - 9月 開校70周年・定時制60周年記念式典挙行。
- 1990年（平成2年） - 9月 春採湖西側の高台（湖陵の名の由来）にあった旧校舎から現在地へ移転。
- 2002年（平成14年） - 9月 開校90周年・定時制80周年記念式典挙行。
- 2012年（平成24年）
  - 4月 スーパーサイエンスハイスクール(SSH)の指定を受ける
  - 9月 開校100周年・定時制90周年記念式典挙行。
- 2014年（平成26年） - 2月 定時制におけるNHK学園高等学校協力校生徒受け入れ終了。
- 2016年（平成28年） - 10月 第83回NHK全国学校音楽コンクール全国コンクールにおいて北海道代表として初出場。
- 2024年（令和6年） - 4月 普通科が「文理探究科」に、理数科が「理数探究科」に学科転換。

## 校歌
- 1928年（昭和3年）当時、北海道庁立釧路中学校で国漢を教えていた菅原覚也教諭が校歌の一般公募に投稿したもので、高野辰之が校閲の後正式採用された。
- この歌詞には校訓となった「誠・愛・友」の意識が組み込まれたもので、壙野も荒海も共に進もうという意味の歌詞に思い入れのある関係者も多い。
- この歌詞は、学制改革により同校が新制高等学校になった後も、歌詞の3番を「五星霜」から「三星霜」に変えただけで現在も歌い継がれている。
- 作曲者は信時潔で、ドイツ古典派に基づいた重厚質朴な作品を多く手がけ、各地の校歌なども多数作曲した。
- 同窓会誌によると、当初作曲を依頼されていたのは山田耕筰であったが、特色のある曲をという理由で山田が信時を紹介した。
- 同校定時制は全日制とは別の校歌が1952年（昭和27年）に制定されている。（作詞は国文学者の風巻景次郎、作曲は岡本敏明）

## 所在地
- 現在の所在地は、同校が移転する以前は釧路ゴルフ場であった。
- 旧校舎の所在地（北海道釧路市富士見3-2-3）にはハローワーク釧路が、旧校舎のグラウンドには、北海道の職員公宅「レイクヒル富士見」のアパート群が建っている（レイクヒル＝湖陵）。

## 近年の変革
- 平成16年度から4月29日を湖陵の日と定めて、父母や地域への一般公開を行っている。

近年は4月29日に近い土曜日を「湖陵の日」とし、授業公開やPTA総会などを行っている。

## 著名な出身者

### 政治
- 鰐淵俊之 - 元衆議院議員（自由党）、元釧路市長
- 山口哲夫 - 元参議院議員（新社会党）、元釧路市長
- 浅野貴博 - 元衆議院議員（新党大地・真民主幹事長代行）
- 森三樹二 - 元衆議院議員（日本社会党）
- 蝦名大也 - 釧路市長

### 行政
- 瀧野欣彌 - 内閣官房副長官（事務担当）、元総務事務次官
- 林信行 - 元徳島大学事務局長、元島根医科大学事務局長

### 経済
- 木村昌平 - セコム代表取締役社長
- 石井至 - 経営コンサルタント
- 前田勝敏 - DCMホールディングス初代社長
- 石黒靖規 - DCMホールディングス社長
- 柳橋仁機 - カオナビ創業者・社長

### 学問
- 久保寺逸彦 - アイヌ文化研究者
- 内田一成 - 臨床心理学者、教育学者
- 岡堂哲雄 - 臨床心理学者
- 橋本義彦 - 歴史学者
- 八代斌助 - キリスト教伝道者
- 阿部幸大 - アメリカ文学者

### 文化
- 今敏 - アニメ監督、漫画家
- 星野之宣 - 漫画家
- 渋谷達也 - 漫画家
- 長倉洋海 - カメラマン
- 宮川洋一 - 俳優、声優
- 毛綱毅曠 - 建築家
- 瀧波ユカリ - 漫画家
- 小畑友紀 - 漫画家
- 太田昌国 - 評論家、編集者、翻訳家
- 横山了一 - 漫画家
- 福地教光 - 俳優
- 正本ノン - 小説家（2年まで）

### 放送
- 坂泰知 - 讀賣テレビ放送ニュースキャスター
- 水本香里 - フリーアナウンサー
- 佐藤泰子 - テレビマンユニオンプロデューサー
- 小松錬平 - ジャーナリスト、元テレビ朝日ニュースキャスター
- 張江泰之 - フジテレビ『ザ・ノンフィクション』チーフプロデューサー
- 佐々木萌美（遠藤萌美） - フリーアナウンサー
- 土井巧 - 元北海道テレビ放送プロデューサー（「水曜どうでしょう」初代プロデューサー）
- 金子哲俊 - 元北海道テレビ放送アナウンサー
- 佐々木夢夏 - 三重テレビ放送アナウンサー

### 音楽
- 及川恒平 - シンガーソングライター
- 大山正篤 - 元ZIGGYのドラマー
- kuro - TAMTAMのボーカル、トランペット
- 小町昭 - 作曲家
- タイヘイ - カラスは真っ白のドラマー。音楽研究部出身。
- 大久保光哉 - 声楽家
- 松本淳一-作曲家

### スポーツ
- 木屋好絵 - 柔道家
- 春名真仁 - アイスホッケー選手

### その他
- 大道寺あや子 - 国際指名手配犯（元日本赤軍構成員）
- 大道寺将司 - 新左翼テロリスト

## 釧路湖陵高等学校を舞台にした作品
- 僕等がいた（小畑友紀／小学館）